# Adolph Warner Carel Wilhem van Pallandt

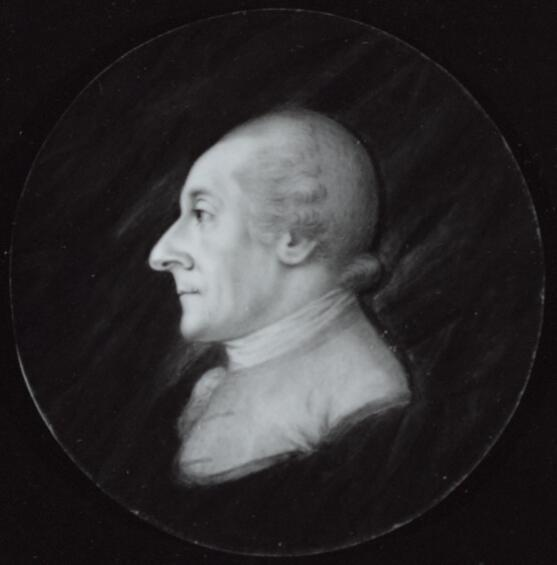
Adolph Werner Carel van Pallandt

Adolph Warner Carel Wilhem des H.R.Rijksbaron van Pallandt, heer van Keppel, Voorst, Barlham en Walfort (Kasteel Keppel, 15 december 1733 - aldaar, 26 februari 1813) was burgemeester van Doesburg, drost van de heerlijkheid Bredevoort en landdrost van het landdrostambt van Zutphen. 
Op 30 september 1758 werd Van Pallandt aangesteld als drost van Bredevoort. Hij trouwde op 6 mei 1771 te Ruurlo met Heilwich Charlotta Barbara van Heeckeren, vrouwe van Barlham (1740-1808). Uit dit huwelijk werd onder anderen geboren mr. Frederik Willem Floris Theodorus baron van Pallandt (1772-1853).